# Hans Wachtmeister (1828–1905)
Hans Wachtmeister af Johannishus, född 23 februari 1828 i Karlskrona, Blekinge län, död 10 november 1905 i Nättraby församling, Blekinge län, var en svensk greve, godsägare, landshövding,  riksdagsman, författare och målare.

## Biografi
Hans Wachtmeister af Johannishus föddes 1828 i Karlskrona. Han var postum son till landshövdingen greve Hans Wachtmeister och friherrinnan Agathe Wachtmeister född Wrede af Elimä. Wachtmeister blev 31 maj 1844 student vid Uppsala universitet, filosofie kandidat vid universitet 22 maj 1847, filosofie magister 13 juni 1848, promoverade till filosofie magister med första hedersrummet 16 juni 1848 och juris kandidat 1850.
Han var ordförande i statsrevisionen 1863 och var ordförande i Blekinge läns landsting 1865–1879. Wachtmeister var Blekinge läns representant i riksdagens första kammare 1866–1877. Han blev slutligen landshövding i Blekinge län 5 juli 1867 och var under tiden även ordförande i Blekinge läns hushållningssällskap 1868–1884. Wachtmeister blev 1869 ledamot av Kungliga Lantbruksakademien och  1871 hedersledamot av Kungliga Örlogsmannasällskapet. Han utnämndes 28 januari 1864 till riddare av Nordstjärneorden och 27 maj 1871 till kommendör av samma orden samt 1 december 1882 kommendör med stora korset av Nordstjärneorden.
Wachtmeister tog avsked från landshövdingsämbetet 5 oktober 1883 för att arbeta med sina starka estetiska intressen och få möjlighet att resa till främmande länder. Han företog resor till bland annat Italien, Tunisien och Algeriet, där han avbildade miljöerna i ett antal akvareller. Som skriftställare utgav han flera berättande reseskildringar från Medelhavskusten, Indien, Burma, Java och Palestina.
Han blev 31 maj 1898 filosofie jubeldoktor. Wachtmeister avled 1905 på Skärva herrgård i Nättraby socken.

### Egendom
Han innehadde fideikommissen Johannishus i Hjortsberga socken och Tromtö i Förkärla socken. Wachtmeister ägde även Torsåker slott i Hammarby socken, Tjusta i Skånella socken, Skärva herrgård i Nättraby socken och Forstheim i Förkärla socken. Han ägde även hus i Karlskrona.

### Familj
Wachtmeister gifte sig 22 juni 1850 i Karlskrona med friherrinnan Ebba De Geer af Finspång (1828–1885), dotter till hovmarskalken friherre Gerard De Geer och friherrinnan Henrietta Charlotta Lagerstråle. De fick tillsammans barnen riksdagsmannen Hans Hansson Wachtmeister (1851–1929), Sigrid Wachtmeister (1852–1928), Ellen Wachtmeister (1853–1935) som var gift med översten friherre Waldemar Thott, landshövdingen Axel Hansson Wachtmeister (1855–1926) i Blekinge län, Ebba Wachtmeister (1858–1940) som var gift med ryttmästaren friherre Axel Gabriel Leijonhufvud, Arvid Hansson Wachtmeister (1860–1884), Agata Wachtmeister (född 1863) som var gift med landshövdingen friherre Fabian De Geer, vice amiralen Alarik Wachtmeister (1865–1925), godsägaren Hugo Hansson Wachtmeister (1867–1940) och kaptenen Fritz Wachtmeister (1874–1937).